# 손오반 (할아버지)
손오반은 토리야마 아키라의 만화 드래곤볼 애니메이션의 등장 인물이다.

## 행적
- 일본 : 사카 오사무, 아즈사 킨페이(TVSP)
- 대한민국 : 故 오세홍, 장광

손오공의 양할아버지. 무천도사의 수제자이며, 무술의 달인. 오공의 장남인 오반의 이름은 그의 이름을 따 명명되었다. 작품에서 살아있을 때의 모습으로 나온 적이 한번밖에 없다. 이미 죽은 상태로 설정되어 작품이 시작하기 때문이다. 단 죽음의 이유는 밝혀졌다.거대원숭이화 된 오공이 실수로 죽여버린 것이다.